# Nuphar saijoensis
Nuphar saijoensis är en näckrosväxtart som först beskrevs av Shimoda, och fick sitt nu gällande namn av Padgett och Shimoda. Nuphar saijoensis ingår i släktet gula näckrosor, och familjen näckrosväxter. Inga underarter finns listade i Catalogue of Life.